# Vörös lazac
A vörös lazac vagy kékhátú lazac (Oncorhynchus nerka) a sugarasúszójú halak (Actinopterygii) osztályának lazacalakúak (Salmoniformes) rendjébe, ezen belül a lazacfélék (Salmonidae) családjába tartozó faj.

## Előfordulása
A vörös lazac előfordulási területe a Csendes-óceán északi része, Japántól, a Bering-tengeren keresztül, egészen a kaliforniai Los Angelesig. Alaszkában, Yukonban, Brit Columbiában, Washingtonban és Oregonban tóban élő állományai is vannak.

## Megjelenése
Ennek a halnak a nősténye általában 58, legfeljebb 71 centiméter hosszú, míg a hímje általában 45, legfeljebb 84 centiméter hosszú. Legfeljebb 7,710 kilogramm testtömegű. 13-18 csigolyája van. Áramvonalas teste, oldalra lapított; az ívási időszakban a hímek púpossá válnak. Szemük eléggé kicsi, pofájuk általában tompa kúp alakú, de az ívási időszakban a hímekké kihegyesedik, és felfelé görbül. Oldalvonala egyenes. A tengerben élő példányok, feje és háti része sötét acélkék vagy zöldeskék, oldala ezüstös, hasi része pedig fehéres-ezüstös. Nincsenek foltok a hátán, bár egyes példányon pettyezettség és mintázat látható a hátúszón. Az ívási időszakban a hímek pofája fényessé és olívazöld színűvé válik, fekete foltozással a felső állcsonton. Zsírúszója és farok alatti úszója vörösek lesznek, a többi úszója megszürkül, megzöldül vagy sötétebbé válik. A nőstények esetében nincsen ilyen nagy változás. Egyes állományokban a hímek nem válnak vörössé, hanem zölddé vagy sárgává.
|  |  |

## Életmódja
A vörös lazacnak életmódját illetően két típusa ismert. Az egyik anadrom vándorhal, amely életét a tengerekben tölti, és csak ívni jön a folyókba, a másik pedig tavi életet él - az utóbbi kisebb méretű is. Az ivadék életének első két évét a szülőhelyén, vagy tavakban tölti; egyesek 3-4 évet várnak, míg mások az első nyár alatt a tengerbe vonulnak. A vörös lazacok éjszaka tevékenyek, nappal elrejtőznek. A tengerben körülbelül 20 méterig úsznak le, bár 250 méter mélységbe is lemerülhetnek. Élőhelytől és mérettől függően a következőkkel táplálkoznak: rovarok, plankton, kisebb-nagyobb halak. A vörös lazac számos élőlénynek biztosít táplálékforrást, köztük a bálnáknak, lazaccápának, grizzly medvének stb. Legfeljebb 8 évig él.

## Felhasználása
Ezt a halat ipari mértékben halásszák. A sporthorgászok is kedvelik. Alaszkában nagy mértékben tenyésztik is. A városi akváriumok is szívesen tartják. Frissen, szárítva, füstölve, sózva vagy fagyasztva árusítják; főzve és sülve fogyasztható.